# TinyURL

TinyURL은 긴 URL 단축 서비스이다.
TinyURL에는 긴 URL을 입력할 수 있는 텍스트 박스가 존재한다. 여기에 URL을 입력하면, 서버는 이 주소를 받아 별도로 줄인 주소를 만들어 사용자에게 제공한다. (e.g. http://tinyurl.com/y9vdhh) 이미 다른 사람이 같은 URL로 TinyURL 서비스를 이용했다면, 서버는 중복 생성을 받아들이지 않고 원래 만들어져있던 주소를 알려준다.
이렇게 생성된 IRC 채널이나 이메일 서명에 긴 URL을 입력하는 대신 이럻게 생성된 짧은 URL로 사용하는 경우가 많으며, 어떤 이메일 클라이언트들은 길이가 길 경우 자동으로 한 줄씩 내려서 보여주기 때문에 사람이 일일이 URL을 마우스로 긁어 붙여넣기해야 하지만 짧은 URL의 경우 클릭만 하면 되기 때문에 URL이 잘리는 일이 거의 없다.
대신 TinyURL은 약점도 가지고 있는데, 바로 TinyURL 주소만을 보면 다른 사람이 어떤 사이트인지 알 수 없기 때문에 들어가보지 않고서는 광고성 사이트인지 판단이 불가능하다. 이 때문에 TinyURL은 사용자가 원할 경우 쿠키를 설치하여 항상 TinyURL을 통해 생성된 짧은 주소로 접속할 경우 미리보기 링크를 제공해 사용자에게 리다이렉트되는 링크를 알려주며, 일부 회사에 대해서는 사이트 이용을 금지해두고 있다.

## 같이 보기
- URL 리다이렉션
- URL 단축
- Bitly